# 井上雪
井上雪（いのうえ ゆき、1931年2月9日-1999年4月20日）は、日本の作家、随筆家、俳人。

## 略歴
石川県金沢市出身。本名・幸子。金沢女子専門学校文科（現・金沢学院大学）卒。金沢市の浄土真宗本願寺派の光徳寺の住職の妻（堂守)。1981年「廓のおんな」で大宅壮一ノンフィクション賞佳作となり、その他多くの著作をなした。俳人としては俳誌『雪垣』に拠った。

## 著書
- 『北陸に生きる女 聞きがき抄』北国出版社 1974
- 『素顔 句集』牧羊社 1975
- 『北陸四季の寺』北国出版社 1976
- 『金沢の風習』 (雪垣叢書) 北国出版社 1978
- 『廓のおんな』朝日新聞社 1980　のち文庫、新潮文庫「廓のおんな 金沢名妓一代記」
- 『白絣』(現代俳句女流シリーズ) 牧羊社 1980
- 『北陸の古寺』北国出版社 1983
- 『その手を見せて』冬樹社 1985
- 『おととの海』クリエイティブ・グルーヴィ 1985
- 『加賀の田舎料理』講談社 1986
- 『井上雪集』 (自註現代俳句シリーズ) 俳人協会 1988
- 『人生道半ば』北国出版社 1988
- 『井上雪随筆集 いのち萌えよ』北国新聞社 1989
- 『沙羅日記』北国新聞社 1991
- 『紙の真鯉』北国新聞社 1991
- 『友禅灯籠流し』 (北国文芸叢書 北国新聞社 1993
- 『梅の木桃の木』 (北国文芸叢書 北国新聞社 1995
- 『白き道あり』 (北国こころの本)北国新聞社 1995
- 『和光 句集』 (雪垣叢書) 花神社 1996
- 『井上雪』(花神現代俳句)花神社 1997
- 『続 白き道あり』 (北国こころの本)北國新聞社出版局 1997